# Felix Gall
Felix Gall (* 27. února 1998) je rakouský profesionální silniční cyklista jezdící za UCI WorldTeam Decathlon–AG2R La Mondiale.

## Hlavní výsledky
2015
Mistrovství světa
 vítěz silničního závodu juniorů
Oberösterreich Juniorenrundfahrt
4. místo celkově
GP Général Patton
8. místo celkově
2016
vítěz Trofeo Guido Dorigo
Tour du Pays de Vaud
3. místo celkově
6. místo Grand Prix Sportivi Sovilla
Course de la Paix Juniors
9. místo celkově
2018
Tour de Savoie Mont Blanc
4. místo celkově
 vítěz soutěže mladých jezdců
Grand Prix Priessnitz spa
6. místo celkově
2019
Istrian Spring Trophy
 celkový vítěz
vítěz 2. etapy
Circuit des Ardennes
9. místo celkově
2022
5. místo Trofeo Pollença – Port d'Andratx
Tour of the Alps
6. místo celkově
10. místo Trofeo Serra de Tramuntana
2023
2. místo Mercan'Tour Classic
Tour des Alpes-Maritimes et du Var
6. místo celkově
6. místo Faun-Ardèche Classic
Tour de France
8. místo celkově
vítěz 17. etapy
lídr  po 5. etapě
 cena bojovnosti po 17. etapě
Tour de Suisse
8. místo celkově
vítěz 4. etapy
Tour of the Alps
9. místo celkově
9. místo GP Miguel Indurain
Kolem Baskicka
10. místo celkově
2024
4. místo Faun-Ardèche Classic
5. místo Classic Grand Besançon Doubs
Paříž–Nice
9. místo celkově
Tour de Suisse
10. místo celkově

### Výsledky na Grand Tours
| Grand Tour      | 2022 | 2023 | 2024 |
| --------------- | ---- | ---- | ---- |
| Giro d'Italia   | 50   | —    | —    |
| Tour de France  | —    | 8    | 14   |
| Vuelta a España | —    | —    |      |

| —   | Nezúčastnil se |
| DNF | Nedokončil     |